# Psiguria ternata
Psiguria ternata là một loài thực vật có hoa trong họ Cucurbitaceae. Loài này được (M. Roem.) C. Jeffrey miêu tả khoa học đầu tiên năm 1978.